# Castelnovo di Sotto
Castelnovo di Sotto – miejscowość i gmina we Włoszech, w regionie Emilia-Romania, w prowincji Reggio Emilia.
Według danych na rok 2004 gminę zamieszkiwało 7767 osób, 228,4 os./km².